# Antergos
Antergos（以前はCinnarchで知られた）はArch LinuxベースのLinuxディストリビューションである。Antergosはデフォルトのデスクトップ環境にGNOME 3を用いるが、Cinnamon、MATE、KDE、Xfceなどのデスクトップを用いることもできる。Antergosは2012年7月にCinnarchとしてリリースされ、2013年5月にDistrowatchで最もポピュラーなディストリビューションのトップ30位以内にランクインした。Antergosはガリシア語で「先祖」の意味であり、この単語が「現在と過去とを繋ぐ」を意味するため名前に選ばれた。
開発者の時間不足により、2019年5月21日に開発が終了した。2019年7月15日にEndeavourOSに継承された。

## 歴史と開発
元々このプロジェクトはCinnarchとして始まり、デスクトップ環境はLinux Mintチームが開発したGNOME ShellのフォークであるCinnamonを用いていた。2013年4月にCinnarchチームは、Arch LinuxのようにローリングリリースでリポジトリにCinnamonを（最新のGTKライブラリとの互換性を保つことを優先しなかったため）維持するのが困難になったのでデフォルトデスクトップ環境をCinnamonからGNOME 3.6に置き換えた。それに応じて名前をAntergosに改名し、その名の元で2013年4月にリリースされた。
名前以外に変更されたものは、システムに含まれるデフォルト設定である。ファイルマネージャはNemoからNautilusに、デスクトップマネージャはMDM (Mint Display Manager) からGDMに、メッセージングクライアントはPidginからEmpathyにそれぞれ置き換えられた。
バージョン2014.05.26から、AntergosはNumix-Squareアイコンと外部のNumix-FrostテーマをこのOSにもたらしたNumixプロジェクトと提携した。
2015年3月7日、インストーラーが必要とするコンポーネントのみを提供する、Antergos Minimal ISOが利用可能となった。
プロジェクト終了が2019年5月21日にアナウンスされた。

## インストール
Antergosはテキストベースのインストーラーと共に、グラフィカルインストーラーであるCnchiを提供する。このインストーラーはGNOMEデスクトップ内でブートするが、インストール中にGNOME 3、Cinnamon、Mate、KDE、Xfce、Openboxの中からいずれかを選ぶためのオプションを提供する。インストールの開始およびインストール前にCnchiを自動でアップデートするためにネットワーク接続は必須である。

## パッケージ管理
Antergosはローリングリリースであり、Antergos自身のリポジトリと共にArch Linuxの公式リポジトリとAURを利用する。AntergosはArch Linuxと似た最小限のテキストベースインストーラーを持つ、Pacmanベースのディストリビューションである。
パッケージ管理はPacmanとPamac（Pacman用のGUIフロントエンド）を経由する。
デフォルトのオフィススイートは付属していないが、Cinnarch初期のリリースからLibreOfficeコンポーネントを選んでダウンロードするのを容易にする、"LibreOffice Installer for Arch Linux"が付属している。

## リリース
Cinnarchの名で最初のISOが出たのは2012年5月7日で、Arch Linuxフォーラムでユーザーにそのリリースをメッセージと共に通知した。Antergosの名の最初のバージョンは2013年5月12日にリリースされた。